# Thihathu (roi d'Ava)
Cette page contient des caractères spéciaux ou non latins. S’ils s’affichent mal (▯, ?, etc.), consultez la page d’aide Unicode.
Pour le roi de Pinya, voir Thihathu.
Thihathu (birman : သီဟသူ, θìha̯θù ; 3 juin 1394 – août 1425) fut le cinquième souverain du royaume d'Ava, en Haute-Birmanie. Il régna de 1422 à sa mort en 1425, règne marqué par la fin de la Guerre de Quarante ans contre le royaume d'Hanthawaddy (1385–1424). Contrairement à son frère aîné Minyekyawswa, il ne haïssait pas personnellement le royaume môn et mena une politique de conciliation avec lui. En 1423, il s'entremit même pour établir une trêve entre deux prétendants au trône d'Hanthawaddy. Pour son aide, on lui offrit en mariage une des sœurs des deux princes, Shin Sawbu, dont il fit une de ses reines.
Bien qu'il ait fait la paix avec Hanthawaddy dans le sud, le royaume continuait à être menacé par les raids de différents États Shan dans le nord. En 1425, Thihathu fut tué dans une embuscade organisée par les Shans de Thibaw avec la complicité de sa reine principale Shin Bo-Me, qui voulait mettre son amant Kale Kyetaungnyo sur le trône.

## Jeunesse
Thihathu était le second fils de Minkhaung, prince de Pyinsi, et de sa reine principale Shin Mi-Nauk, fille du saopha (prince) de l'État shan de Mohnyin. Comme Minkhaung avait un huitième de sang shan, Thihathu était légèrement plus shan (9/16ème) que birman. Il grandit à Pyinsi, à une cinquantaine de kilomètres au sud d'Ava. Il vint à la capitale en 1401, lorsque son père accéda au trône. Moins belliqueux que son frère aîné Minyekyawswa, qui commanda un bataillon à 13 ans et une armée à 16, Thihathu ne participa pas aux campagnes de celui-ci avant sa vingtième année. En 1415, il commanda un contingent naval qui accompagnait son frère dans l'invasion du delta de l'Irrawaddy. En 1417, Minyekyawswa, qui était le prince héritier, mourut au combat. Thihathu, alors gouverneur de Prome, fut nommé prince héritier en 1419.

## Règne
Thihathu monta sans incident sur le trône vers février 1422. Il nomma la favorite de son père Shin Bo-Me sa reine principale. Il en était si entiché que sa première épouse, Min Hla Htut, devint nonne. Il prit aussi pour reine Saw Minhla, veuve de son frère Minyekyawswa. En 1423, après la mort du roi Razadarit d'Hanthawaddy, il marcha vers le delta de l'Irrawaddy pour régler la crise de succession entre le prince Binnya Ran I et son aîné le roi Binnya Dhammaraza. En remerciement, il revint avec leur sœur Shin Sawbu, qu'il fit reine.
Son attachement à Shin Sawbu provoqua la jalousie de la reine principale Shin Bo-Me. En 1425, elle invita secrètement le prince de Thibaw (Hsipaw) à attaquer Ava. Alors qu'il marchait à sa rencontre, Thihathu fut grièvement blessé dans une embuscade à Aung Pinle (Amarapura) et mourut peu après. Cette embuscade avait été organisée par Shin Bo-Me pour mettre son amant Kale Kyetaungnyo sur le trône, mais elle n'y réussit pas immédiatement, car son successeur fut d'abord son fils Minhlange, âgé de huit ans, qu'elle empoisonna trois mois plus tard.
La mort tragique de Thihathu lui valut de devenir un des trente-sept nats (esprits) vénérés en Birmanie sous le nom d‘Aung Pinle Hsinbyushin (littéralement : Seigneur de l'éléphant blanc d'Aung Pinle).

## Épouses
Comme tous les rois birmans, Thihathu eut plusieurs épouses, dont :
- Min Hla Htut, qui devint moniale
- Shin Bo-Me, responsable de son assassinat, ancienne épouse des rois Tarabya (son oncle) et Minkhaung I (son père), future épouse des rois Kale Kyetaungnyo (son cousin) et Mohnyin Thado
- Shin Sawbu, princesse mône, sœur des rois d'Hanthawaddy Binnya Dhammaraza (1422-1424) et Binnya Ran I (1424-1446), et elle-même future reine d'Hanthawaddy (1454-1471)
- Saw Minhla[5], ancienne épouse de son frère Minyekyawswa
- Saw Monhla, mère de son successeur Minhlange[7]